# Ambérac
Cet article possède un paronyme, voir Ambernac.
Pour l’article ayant un titre homophone, voir Ambeyrac.
Ambérac est une commune du Sud-Ouest de la France, située dans le département de la Charente (région Nouvelle-Aquitaine).

## Géographie

### Localisation et accès
Ambérac est une commune située au nord-ouest de la Charente, à 24 km au nord d'Angoulême et à 6 km au sud-est d'Aigre.
Le bourg est situé au bord de la Charente, sur sa rive droite, en aval de Mansle et en amont d'Angoulême.
Il est aussi à 8 km au nord-ouest de Saint-Amant-de-Boixe, chef-lieu de son canton dont il est la commune la plus au nord, et 9 km à l'ouest de Mansle.
À l'écart des routes importantes, la commune est traversée par la D 69 de Marcillac-Lanville à Mansle, route qui franchit la Charente par un pont au bourg. La D 88 relie le bourg à Aigre au nord-ouest et à Xambes au sud-est. La D 737, route d'Angoulême à Aigre et Chef-Boutonne, passe à 3 km au sud-ouest du bourg où elle franchit aussi la Charente au pont de Marcillac-Lanville.
La gare la plus proche est celle de Luxé à 5 km, desservie par des TER à destination d'Angoulême, Poitiers et Bordeaux.

### Hameaux et lieux-dits
Au nord-ouest du bourg, le long de l'Aume et de la route d'Aigre, on trouve quelques hameaux alignés comme les Picots, les Citres, les Marais et quelques fermes : le Cambouil, les Thibauds et le Goyaud. À l'est, sur la route de Mansle, on trouve les Granges.

### Communes limitrophes
|                    | Fouqueure   | Villognon |
| Marcillac-Lanville | Ambérac     |           |
|                    | La Chapelle | Coulonges |

### Géologie et relief
La commune est sur un socle calcaire datant du Jurassique supérieur (Kimméridgien). Des alluvions datant du Quaternaire couvrent les vallées alluviales de l'Aume et de la Charente, les plus récentes étant dans la partie inondable. On trouve aussi sur certains versants quelques zones de grèzes datant des glaciations du Quaternaire,,.
Le relief de la commune est celui d'un bas plateau et d'un confluent entre deux vallées. Le point culminant de la commune est à une altitude de 101 m, situé sur la limite ouest. Le point le plus bas est à 46 m, situé le long de la Charente sur la limite sud-ouest. Le bourg, construit au bord du fleuve, est à 62 m d'altitude.

### Hydrographie

#### Réseau hydrographique
La commune est située dans  le bassin versant de la Charente au sein  du Bassin Adour-Garonne. Elle est drainée par la Charente, l'Aume, un bras de la Charente, un bras de la Charente, un bras de l'Aume, un bras de l'Aume et par divers petits cours d'eau, qui constituent un réseau hydrographique de 21 km de longueur totale,.
La Charente, d'une longueur totale de 381,4 km, prend sa source dans la commune de Saint-Léger-les-Vignes et se jette  dans le Golfe de Gascogne, après avoir traversé 117 communes. Le bourg est construit sur sa rive droite, et en aval du confluent de l'Aume, qui arrose le nord de la commune.
L'Aume, d'une longueur totale de 3 km, prend sa source dans la commune de Saint-Léger-les-Vignes et se jette  dans la Charente sur la commune, après avoir traversé 11 communes.

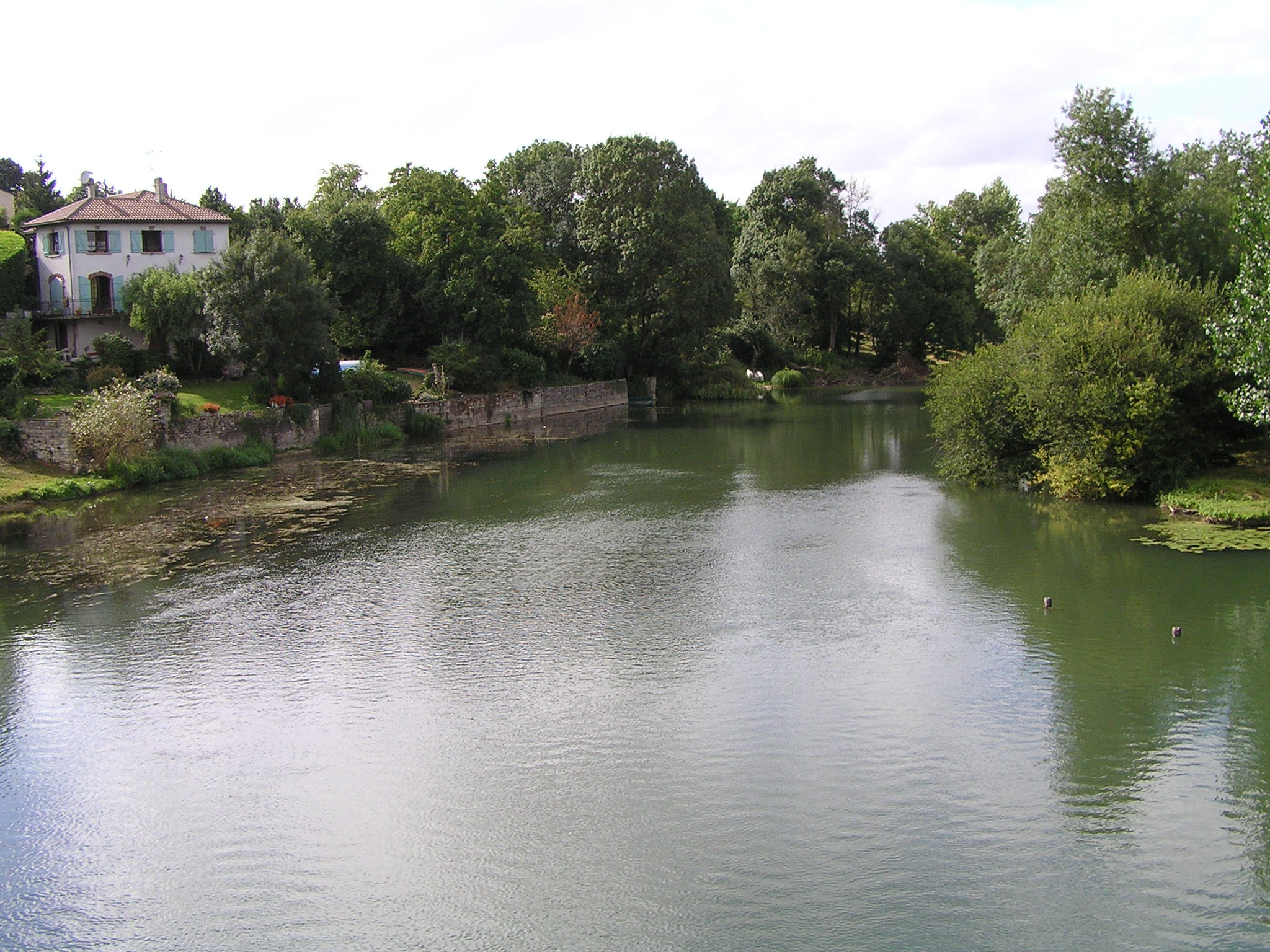
La Charente à Ambérac.
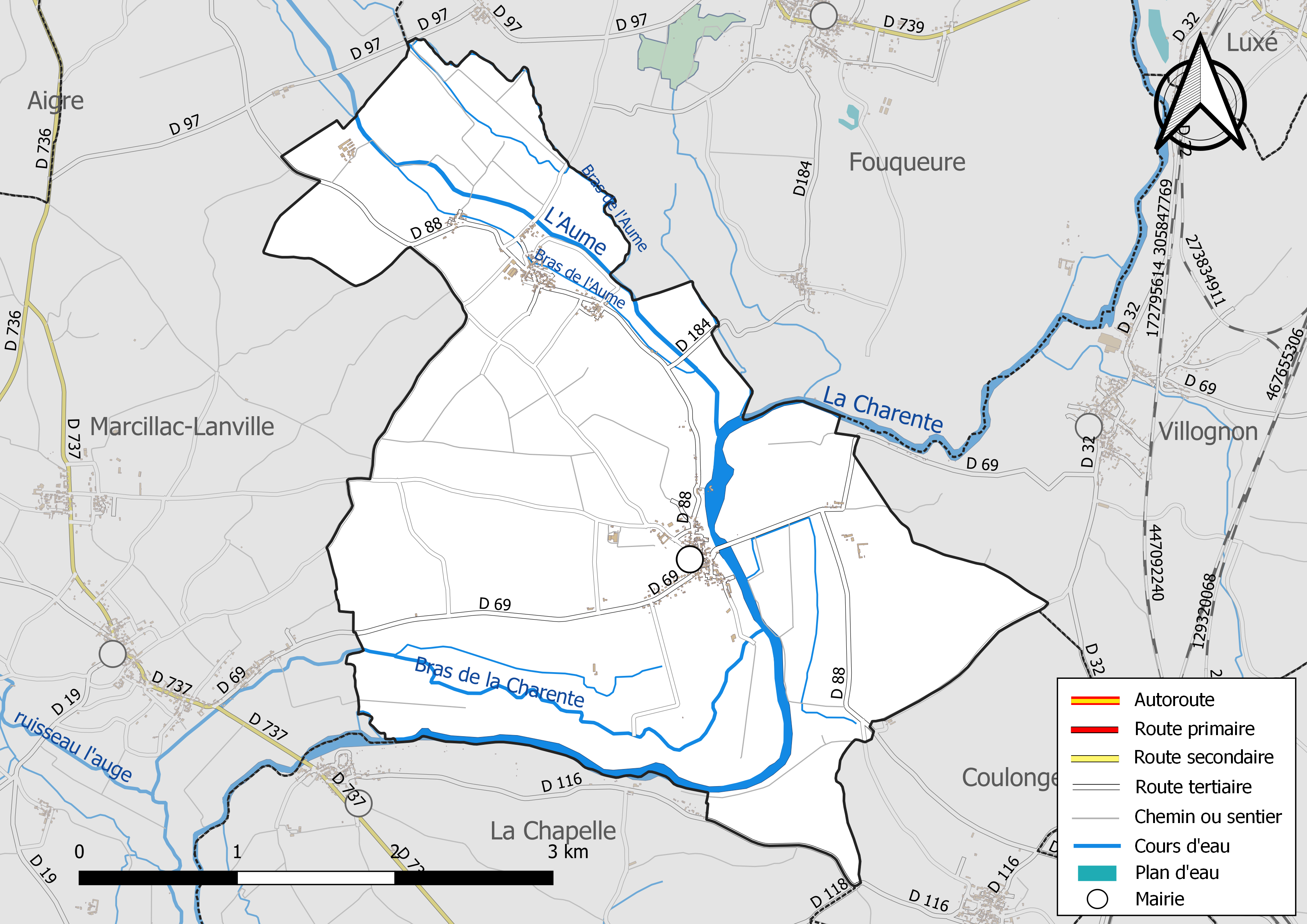
Réseaux hydrographique et routier d'Ambérac

#### Gestion des cours d'eau
Le territoire communal est couvert par le schéma d'aménagement et de gestion des eaux (SAGE) « Charente ». Ce document de planification, dont le territoire correspond au bassin de la Charente, d'une superficie de 9 300 km2, a été approuvé le 19 novembre 2019. La structure porteuse de l'élaboration et de la mise en œuvre est l'établissement public territorial de bassin Charente. Il définit sur son territoire les objectifs généraux d’utilisation, de mise en valeur et de protection quantitative et qualitative des ressources en eau superficielle et souterraine, en respect des objectifs de qualité définis dans le troisième SDAGE  du Bassin Adour-Garonne qui couvre la période 2022-2027, approuvé le 10 mars 2022.

### Climat
Comme dans les trois quarts sud et ouest du département, le climat est océanique aquitain.

## Urbanisme

### Typologie
Au 1er janvier 2024, Ambérac est catégorisée commune rurale à habitat dispersé, selon la nouvelle grille communale de densité à 7 niveaux définie par l'Insee en 2022.
Elle est située hors unité urbaine et hors attraction des villes,.

### Occupation des sols
L'occupation des sols de la commune, telle qu'elle ressort de la base de données européenne d’occupation biophysique des sols Corine Land Cover (CLC), est marquée par l'importance des territoires agricoles (94,5 % en 2018), une proportion sensiblement équivalente à celle de 1990 (94,7 %). La répartition détaillée en 2018 est la suivante : 
terres arables (75,9 %), zones agricoles hétérogènes (10,9 %), prairies (7,7 %), zones urbanisées (4,5 %), forêts (1 %). L'évolution de l’occupation des sols de la commune et de ses infrastructures peut être observée sur les différentes représentations cartographiques du territoire : la carte de Cassini (XVIIIe siècle), la carte d'état-major (1820-1866) et les cartes ou photos aériennes de l'IGN pour la période actuelle (1950 à aujourd'hui).

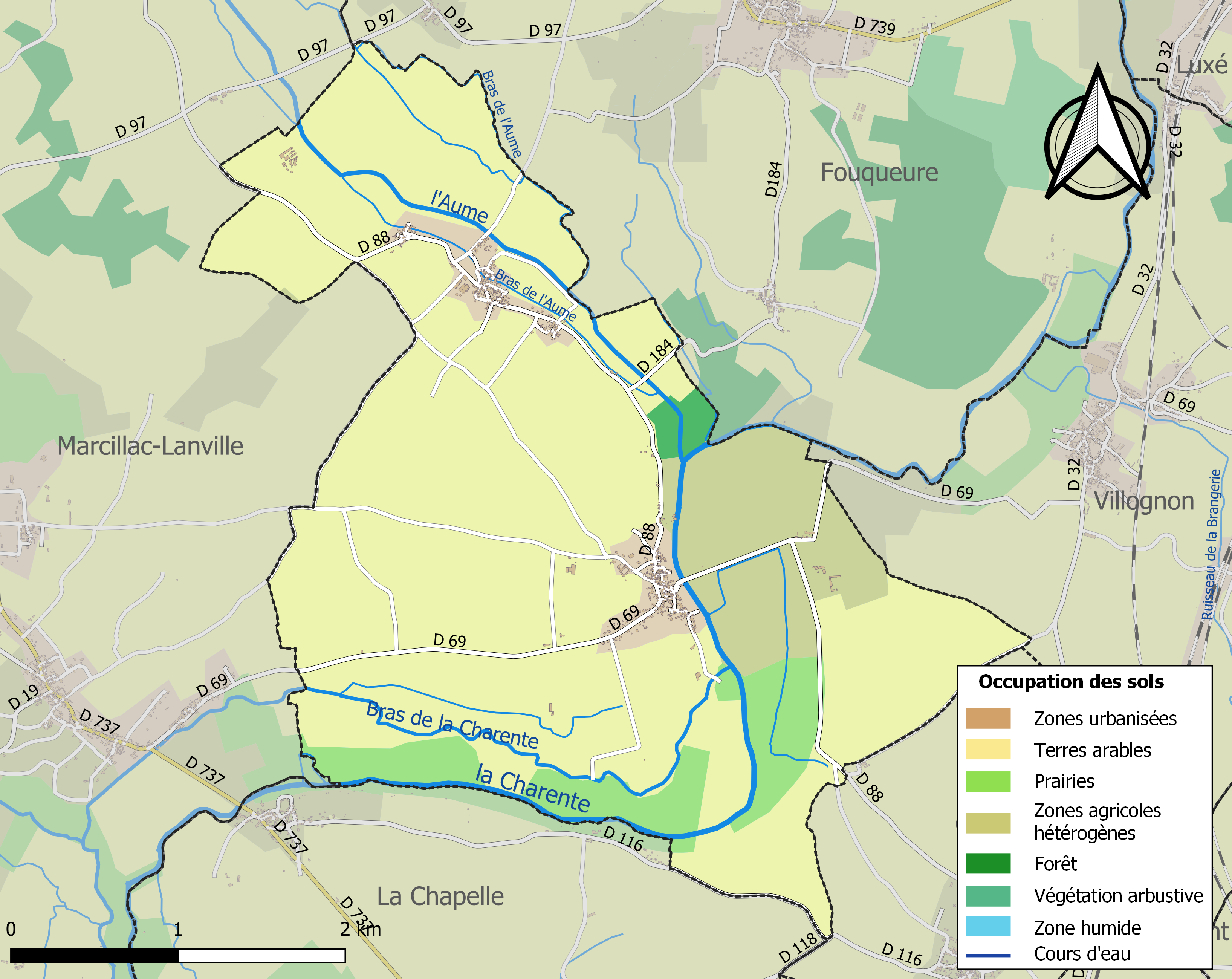
Carte des infrastructures et de l'occupation des sols de la commune en 2018 (CLC).

### Risques majeurs
Le territoire de la commune d'Ambérac est vulnérable à différents aléas naturels : météorologiques (tempête, orage, neige, grand froid, canicule ou sécheresse), inondations et séisme (sismicité modérée). Un site publié par le BRGM permet d'évaluer simplement et rapidement les risques d'un bien localisé soit par son adresse soit par le numéro de sa parcelle.
Certaines parties du territoire communal sont susceptibles d’être affectées par le risque d’inondation par débordement de cours d'eau, notamment la Charente et l'Aume. La commune a été reconnue en état de catastrophe naturelle au titre des dommages causés par les inondations et coulées de boue survenues en 1982, 1983, 1993, 1999, 2016 et 2021,.

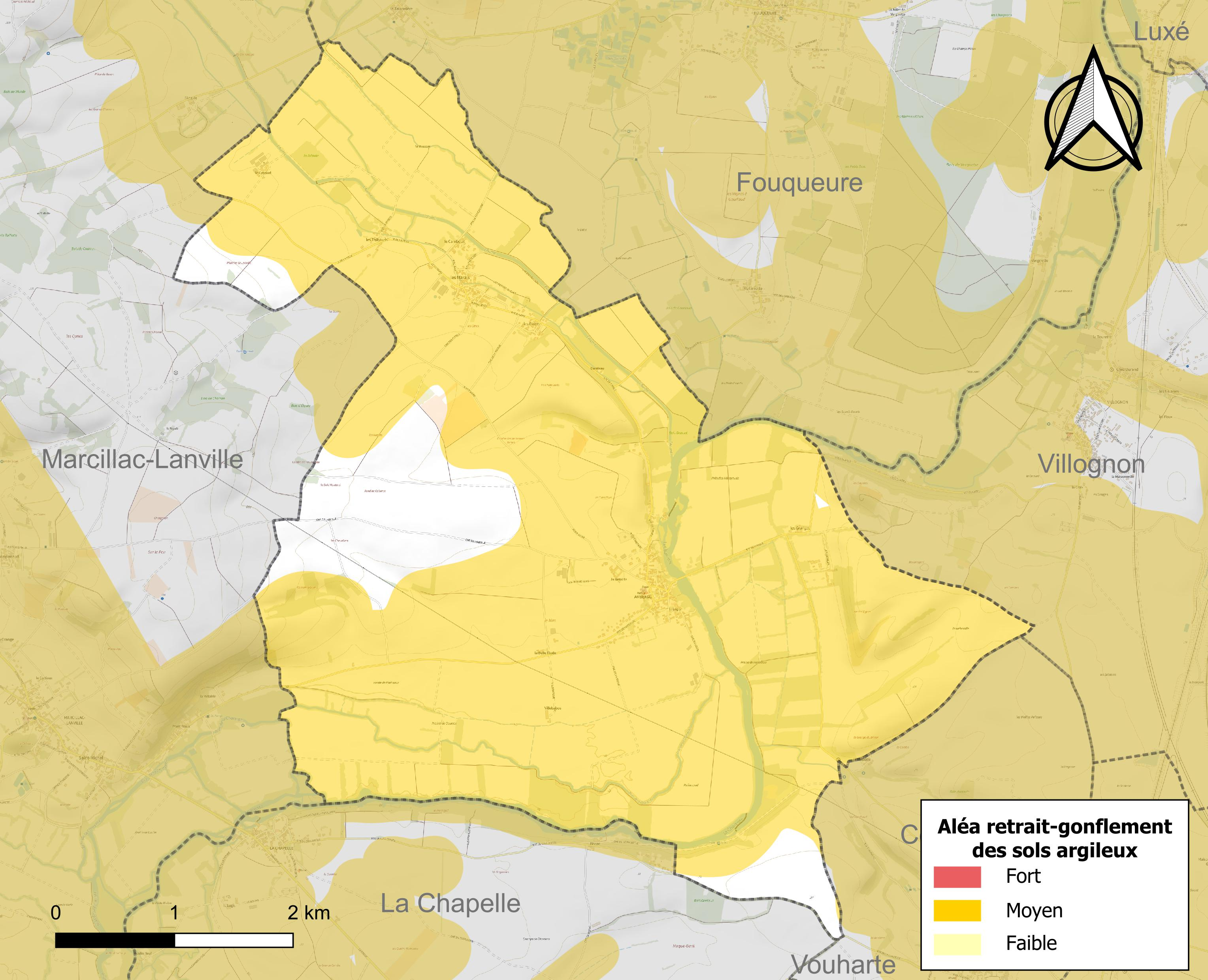
Carte des zones d'aléa retrait-gonflement des sols argileux d'Ambérac.

Le retrait-gonflement des sols argileux est susceptible d'engendrer des dommages importants aux bâtiments en cas d’alternance de périodes de sécheresse et de pluie. 88,7 % de la superficie communale est en aléa moyen ou fort (67,4 % au niveau départemental et 48,5 % au niveau national). Sur les 209 bâtiments dénombrés sur la commune en 2019, 209 sont en aléa moyen ou fort, soit 100 %, à comparer aux 81 % au niveau départemental et 54 % au niveau national. Une cartographie de l'exposition du territoire national au retrait gonflement des sols argileux est disponible sur le site du BRGM,.
Par ailleurs, afin de mieux appréhender le risque d’affaissement de terrain, l'inventaire national des cavités souterraines permet de localiser celles situées sur la commune.
Concernant les mouvements de terrains, la commune a été reconnue en état de catastrophe naturelle au titre des dommages causés par la sécheresse en 2011 et par des mouvements de terrain en 1999.

## Toponymie
Le lieu est attesté sous les formes Ambairiaco en 1080, Amberaco en 1110, Ambariaco en 1274, Ambelaco, Amberaco, Ambeyrac, Anbeyrac, Emberaco, Embeyraco au XIIIe siècle,,.
Il s'agit d'une formation toponymique gauloise ou gallo-romane, basée sur le nom d'un homme gaulois Ambarrius, et du suffixe -acum indiquant la propriété,.

## Histoire
La commune a été très habitée à l'époque romaine. C'est attesté par plusieurs découvertes ; dans la plaine d'Ambérac, d'un Mercure en bronze, coiffé du pétase ailé ; dans une rue du bourg, on a retrouvé des dalles en pierres avec oculus et un puits carré ainsi que diverses monnaies datant d'Auguste, d'Agrippa, de Marc-Aurèle, de Maximin. Le bourg a aussi livré des lampes, des bêches, et d'autres objets de fer, ainsi qu'un vase en terre grise, une assiette en terre rouge et une petite amphore en verre. Des fragments de mosaïque ont aussi été découverts.
Le four circulaire de 1,50 m de diamètre situé près des Granges, les poteries, tuiles et briquettes trouvées dans le même terrain datent de la même époque.
Les débris d'une construction antique située au lieu-dit le Four des Fades, dont il reste des fragments de murs en petit appareil avec des rangs de briques en cordons et une galerie à voûte cintrée sont cités dans la statistique monumentale de la Charente,.
Ambérac, qui aurait été construit près de l'ancienne cité d'Oliba, dépendait du fief des La Rochefoucauld et des Marcillac et a été un archiprêtré jusqu'à la Révolution.
Il est mentionné pour la première fois comme archiprêtré vers 1035 car la paroisse Saint-Étienne d'Ambérac, vicairie perpétuelle, fut donnée par les comtes d’Angoulême à l'abbaye de Saint-Amant-de-Boixe peu après la fondation de celle-ci, qui y eut une obédience en 1080. L'évêque Girard II confirma ce don en 1117, mais en s’attribuant une redevance annuelle de cinq sous, payable en la fête de Saint-Hilaire. En 1146, le prieur de Lanville, qui y possède déjà quelques droits, la réclame et l'obtient moyennant rente de dix sous d'Angoulême par an, au profit de l'abbaye,.
Depuis lors, elle est restée constamment dépendante du prieuré conventuel augustin de Lanville.
Entre le Xe et XVIIIe siècles, Ambérac était aussi le siège d'une viguerie, qui rendait la justice localement. Au nombre de six sous les Carolingiens, le comté d'Angoulême comptera une vingtaine de vigueries après son extension au XIe siècle.
Le hameau de Villebabou aurait été bâti par l'un des deux Babou qui furent évêques d'Angoulême au XVIe siècle, et était une ancienne maison noble appartenant aux évêques.
Au XVIIIe siècle, Ambérac, qui dépendait en partie de Marcillac et en partie de Montignac, fut acquis par les La Rochefoucauld.
Un souterrain-refuge a été découvert en 1925.

## Politique et administration

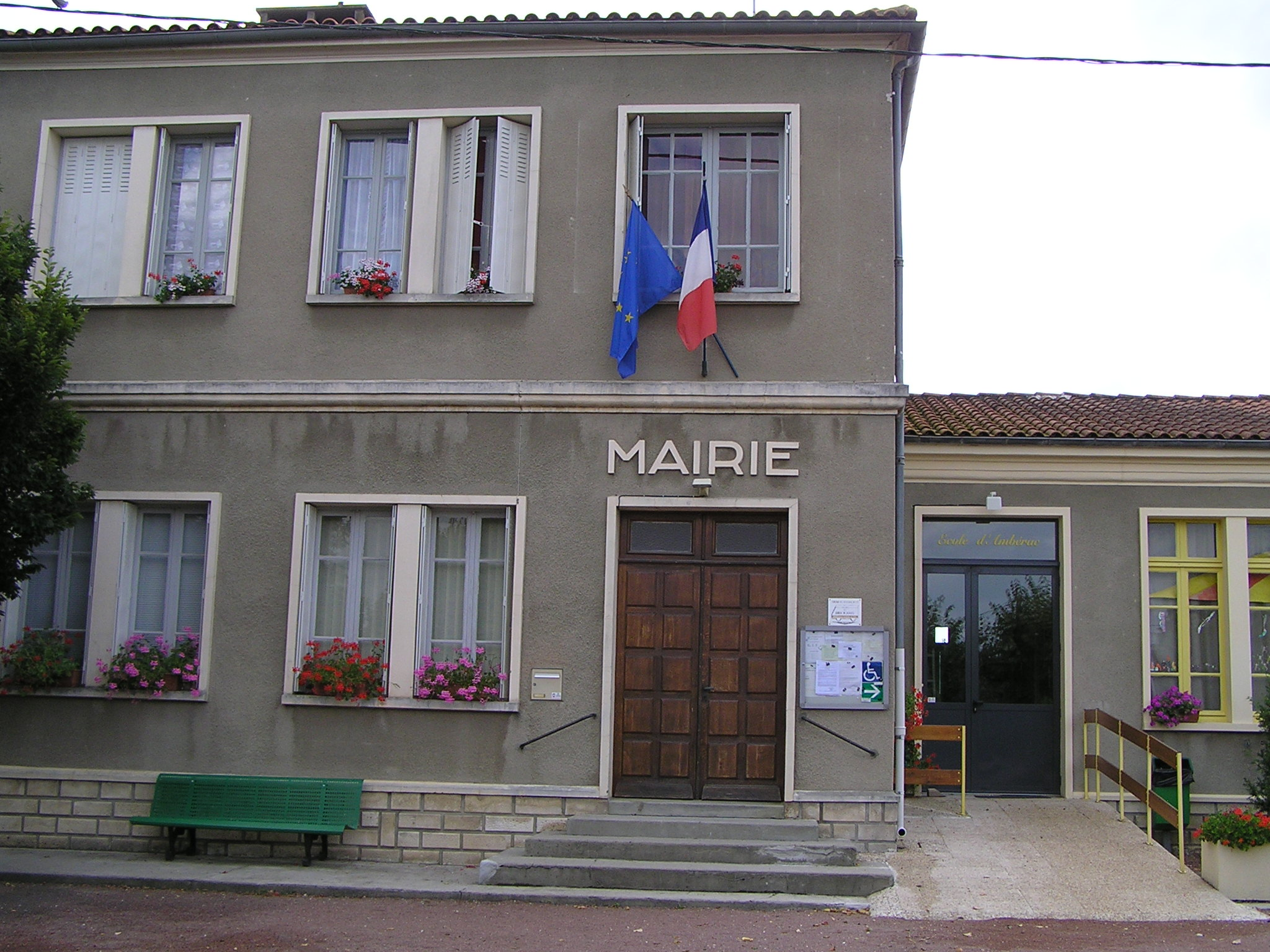
Mairie.

Créée Embérac dans le canton de Lanville Marcillac en 1793, elle devient Ambeirac dans le canton de Saint-Amand-de-Boixe en 1801 puis Ambérac.
| Période                                  | Période  | Identité                                     | Étiquette | Qualité                    |
| ---------------------------------------- | -------- | -------------------------------------------- | --------- | -------------------------- |
| avant 1988                               | ?        | Jean Joumier                                 |           |                            |
| depuis 2001                              | En cours | Alain Combaud Réélu pour le mandat 2020-2026 | SE        | Technicien travaux publics |
| Les données manquantes sont à compléter. |          |                                              |           |                            |

## Démographie
Les habitants sont appelés les Ambéracois.

### Évolution démographique
L'évolution du nombre d'habitants est connue à travers les recensements de la population effectués dans la commune depuis 1793. Pour les communes de moins de 10 000 habitants, une enquête de recensement portant sur toute la population est réalisée tous les cinq ans, les populations de référence des années intermédiaires étant quant à elles estimées par interpolation ou extrapolation. Pour la commune, le premier recensement exhaustif entrant dans le cadre du nouveau dispositif a été réalisé en 2007.

En 2022, la commune comptait 312 habitants, en évolution de −4,59 % par rapport à 2016 (Charente : −0,48 %, France hors Mayotte : +2,11 %).
| 1793 | 1800 | 1806 | 1821 | 1831 | 1841 | 1846 | 1851 | 1856 |
| ---- | ---- | ---- | ---- | ---- | ---- | ---- | ---- | ---- |
| 585  | 709  | 705  | 780  | 832  | 791  | 759  | 729  | 618  |

| 1861 | 1866 | 1872 | 1876 | 1881 | 1886 | 1891 | 1896 | 1901 |
| ---- | ---- | ---- | ---- | ---- | ---- | ---- | ---- | ---- |
| 613  | 618  | 619  | 647  | 576  | 537  | 522  | 506  | 510  |

| 1906 | 1911 | 1921 | 1926 | 1931 | 1936 | 1946 | 1954 | 1962 |
| ---- | ---- | ---- | ---- | ---- | ---- | ---- | ---- | ---- |
| 490  | 441  | 404  | 399  | 398  | 419  | 386  | 334  | 313  |

| 1968 | 1975 | 1982 | 1990 | 1999 | 2006 | 2007 | 2012 | 2017 |
| ---- | ---- | ---- | ---- | ---- | ---- | ---- | ---- | ---- |
| 317  | 330  | 361  | 338  | 337  | 316  | 314  | 333  | 319  |

| 2022 | - | - | - | - | - | - | - | - |
| ---- | - | - | - | - | - | - | - | - |
| 312  | - | - | - | - | - | - | - | - |

### Pyramide des âges
En 2018, le taux de personnes d'un âge inférieur à 30 ans s'élève à 29,2 %, soit en dessous de la moyenne départementale (30,2 %). À l'inverse, le taux de personnes d'âge supérieur à 60 ans est de 31,3 % la même année, alors qu'il est de 32,3 % au niveau départemental.
En 2018, la commune comptait 156 hommes pour 159 femmes, soit un taux de 50,48 % de femmes, légèrement inférieur au taux départemental (51,59 %).
Les pyramides des âges de la commune et du département s'établissent comme suit.
| Hommes | Classe d’âge | Femmes |
| ------ | ------------ | ------ |
| 2,0    | 90 ou +      | 0,6    |
| 10,6   | 75-89 ans    | 12,3   |
| 18,9   | 60-74 ans    | 18,4   |
| 23,8   | 45-59 ans    | 21,9   |
| 16,9   | 30-44 ans    | 16,3   |
| 13,9   | 15-29 ans    | 10,4   |
| 14,1   | 0-14 ans     | 20,1   |

| Hommes | Classe d’âge | Femmes |
| ------ | ------------ | ------ |
| 1      | 90 ou +      | 2,7    |
| 9,2    | 75-89 ans    | 12     |
| 20,6   | 60-74 ans    | 21,3   |
| 20,7   | 45-59 ans    | 20,3   |
| 16,8   | 30-44 ans    | 16     |
| 15,6   | 15-29 ans    | 13,4   |
| 16,1   | 0-14 ans     | 14,3   |

## Économie

### Agriculture
La viticulture occupe une petite partie de l'activité agricole, près des Picots. La commune est classée dans les Fins Bois, dans la zone d'appellation d'origine contrôlée du cognac.

## Équipements, services et vie locale

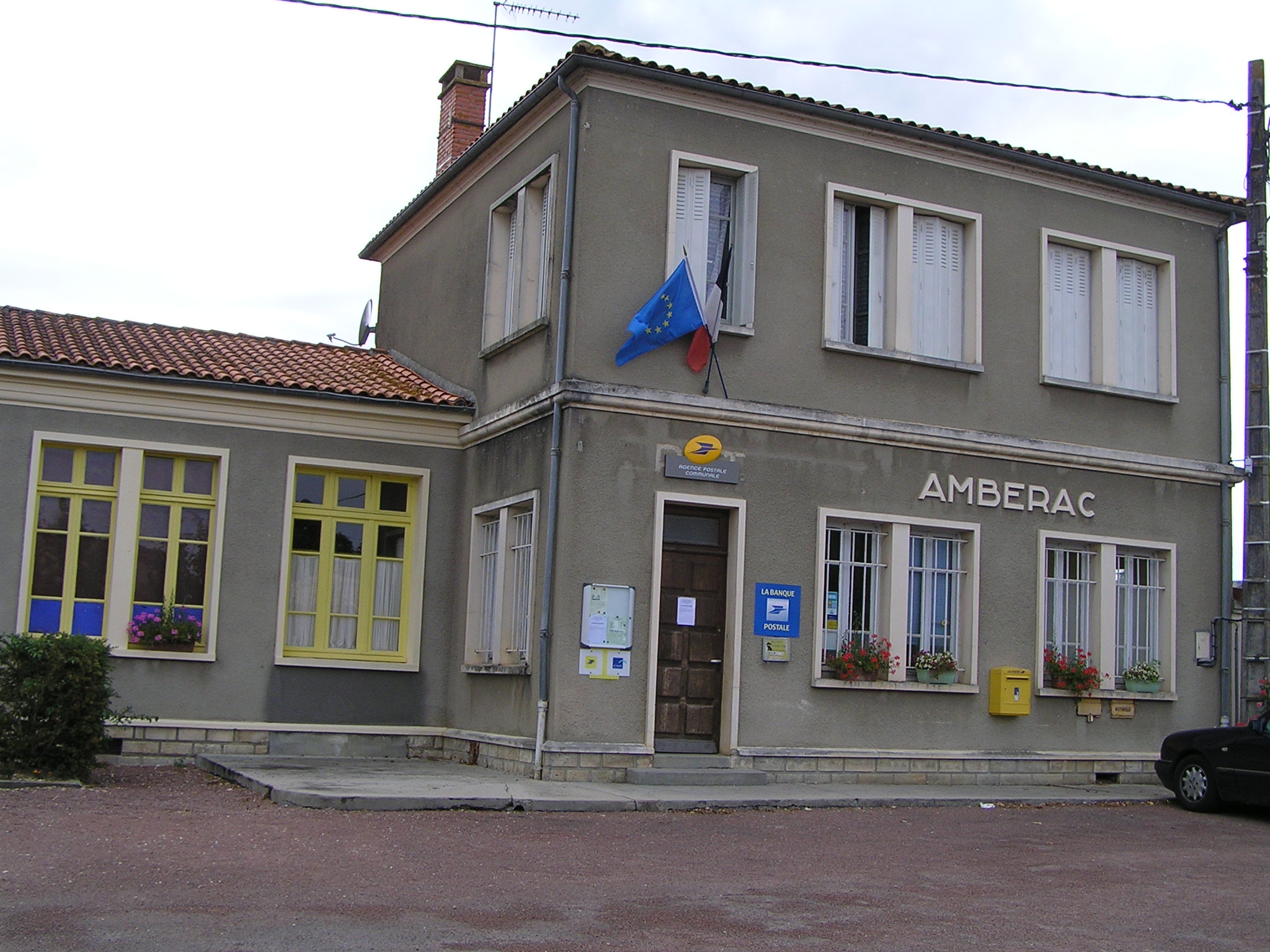
La poste.

### Enseignement
L'école est un regroupement pédagogique intercommunal entre Ambérac et Marcillac-Lanville. Marcillac-Lanville accueille l'école élémentaire et Ambérac l'école primaire.

## Culture locale et patrimoine

### Lieux et monuments

#### Patrimoine religieux

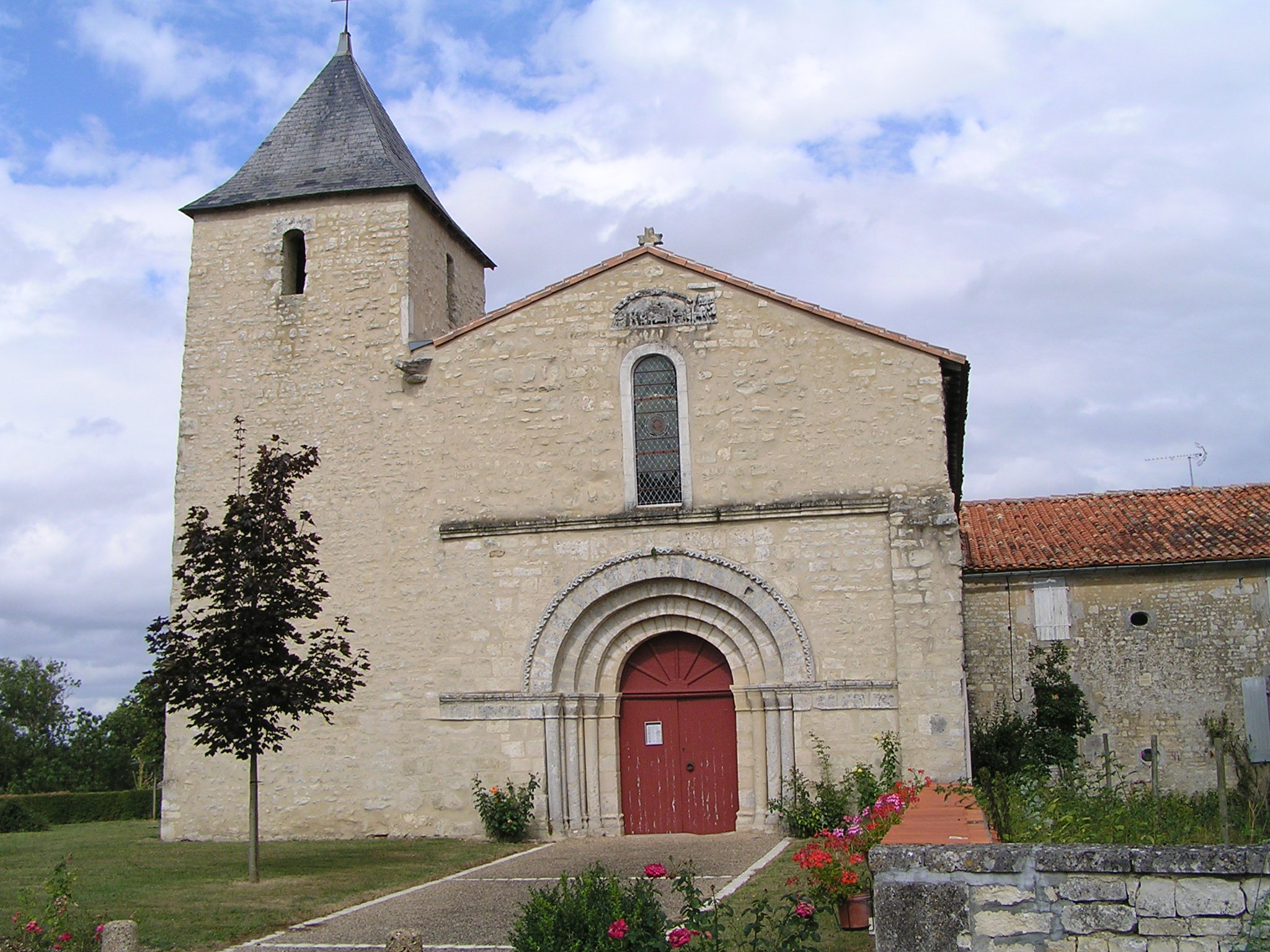
L'église Saint-Étienne.

L'église paroissiale Saint-Étienne est située au bourg. Elle était un des 13 archiprêtrés de l'Angoumois. Ses parties les plus anciennes remontent au XIe siècle. Remaniée au cours de son histoire, elle a été restaurée aux XVIIIe et XIXe siècles, principalement à la suite de l'effondrement de son clocher en 1724.
Elle comporte quatre bas-reliefs remarquables du XIIe siècle, classés monument historique au titre objet depuis 1927, qui représentent l'Annonciation, la Visitation, la Nativité et les Rois mages. Elle possède également un moule à hosties du XIVe siècle classé depuis 1911. La cloche en bronze datant de 1773 est inscrite monument historique depuis 2004
L'église possède aussi un harmonium rénové en juillet 2013.

#### Patrimoine civil
Les vestiges gallo-romains, les souterrains mais aussi tout un patrimoine rural de fontaines, maisons, certaines très anciennes.

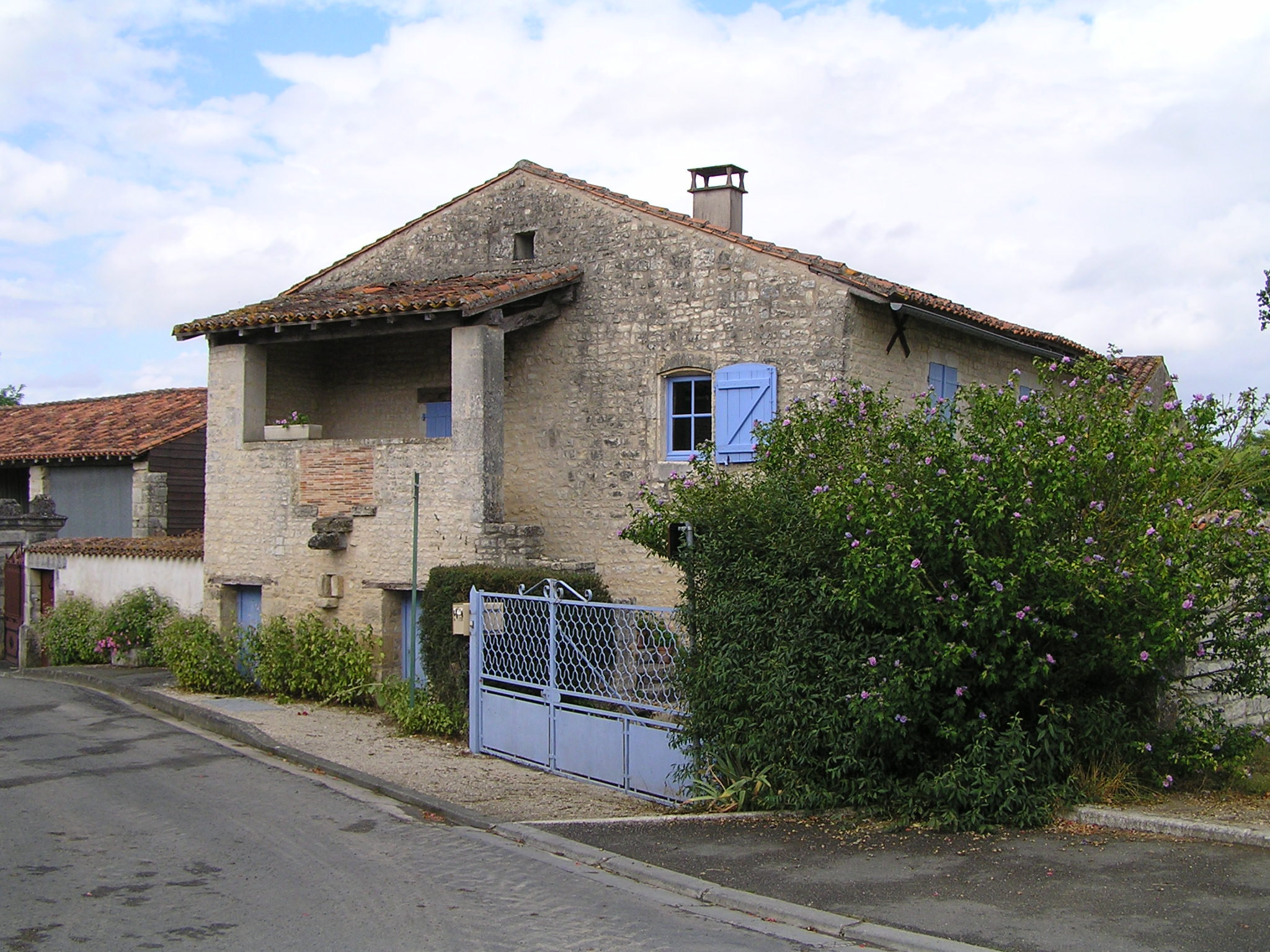
Maison à balet.
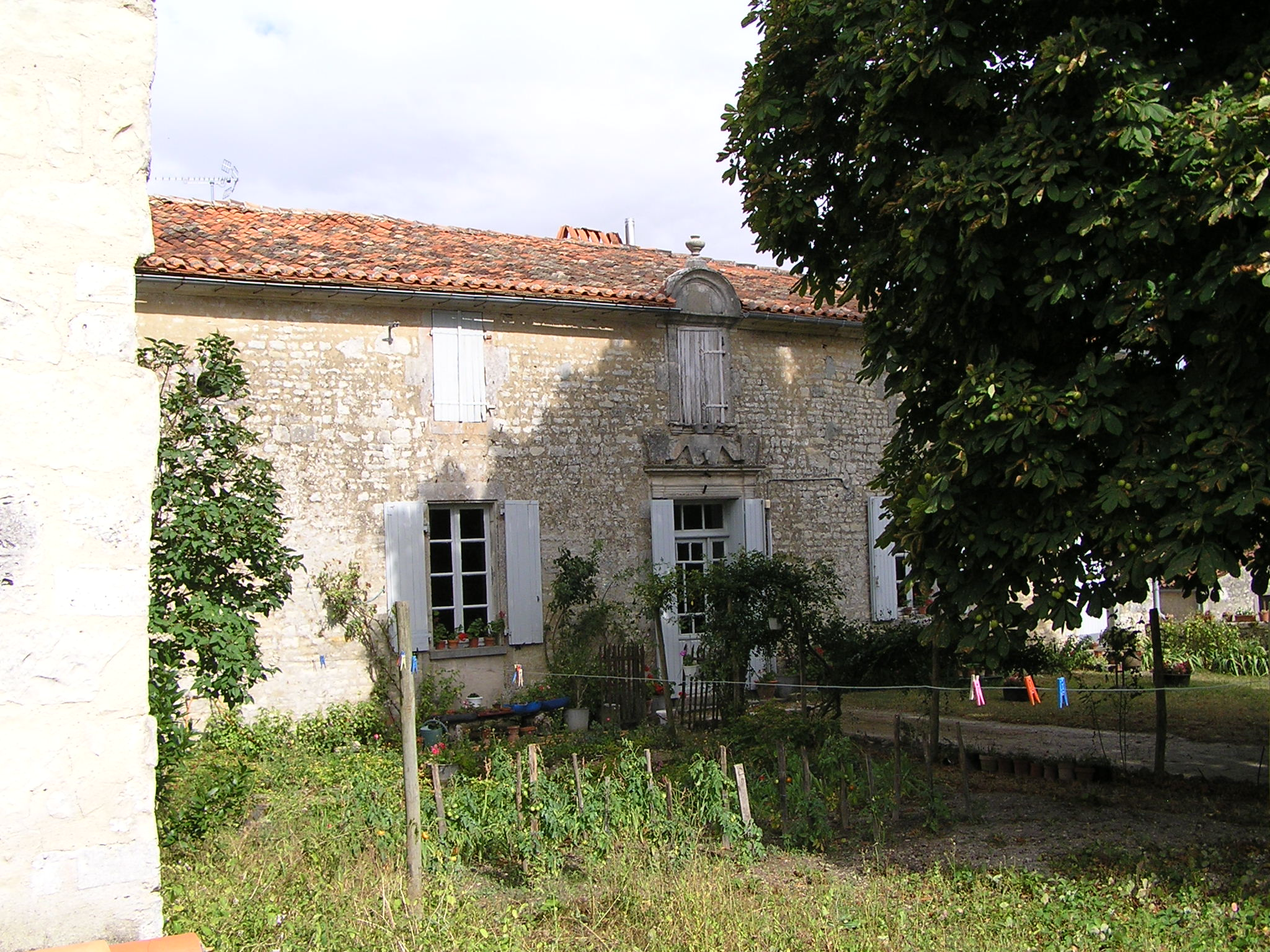
Ancien presbytère jouxtant l'église.
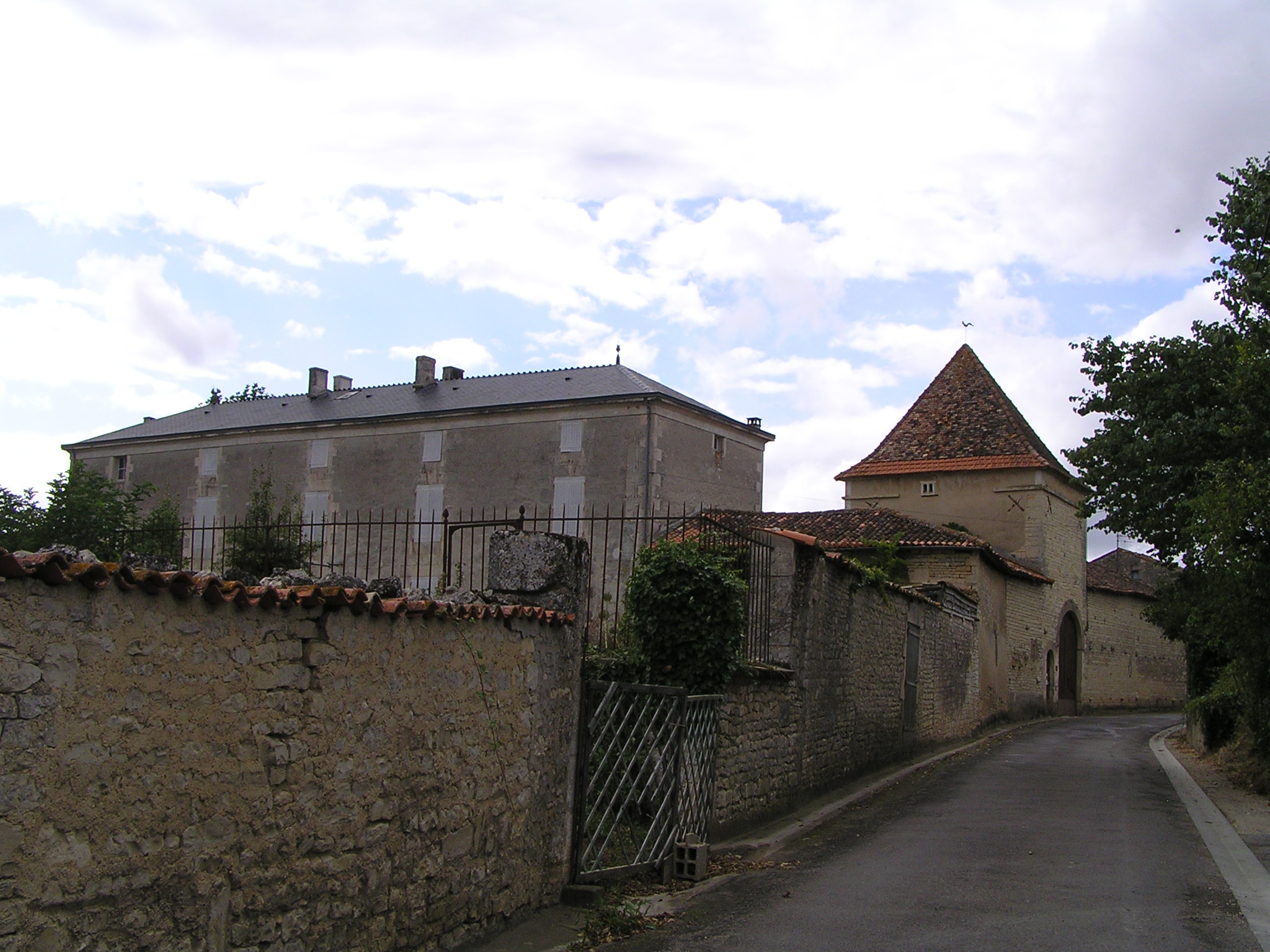
Pigeonnier.
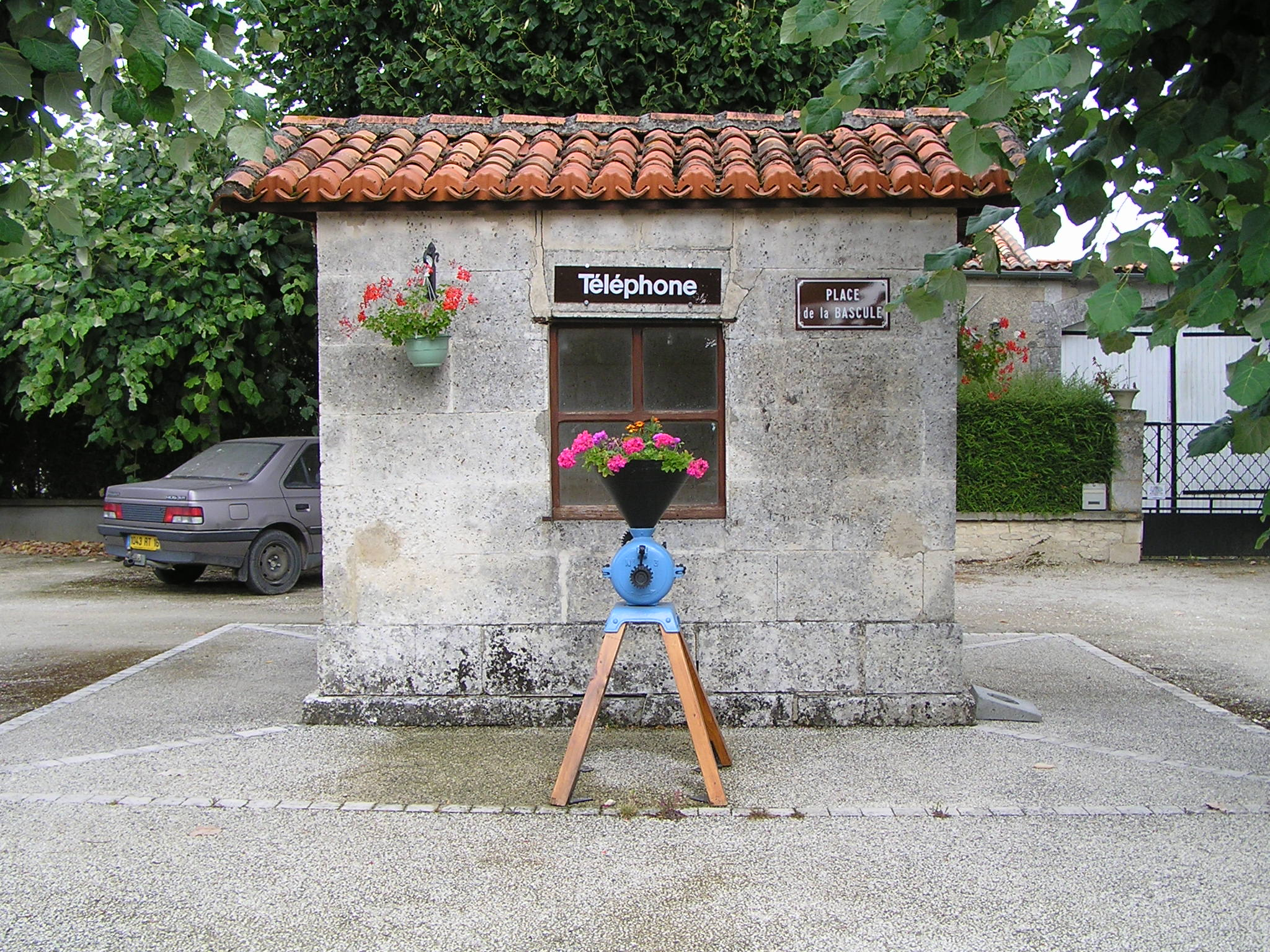
Poids public.

Des nombreux moulins sur la commune reste le moulin de Brissac qui fonctionne et date du XVIIIe siècle.

#### Patrimoine environnemental
Les berges de la Charente et de l'Aume sont en zone Natura 2000.

### Personnalités liées à la commune
- André Savignon, né à Tarbes le 1er janvier 1878, journaliste et un écrivain français, épouse Berthe Desgranges le 27 septembre 1919 à Ambérac.
- Louis Vatrican, né à Monaco le  7 mai 1904, ingénieur agricole, directeur du Jardin Exotique de Monaco, épouse Suzanne Magnant le 5 mai 1928 à Ambérac.